# Zaldibia
Zaldibia is een gemeente in de Spaanse provincie Gipuzkoa in de regio Baskenland met een oppervlakte van 16 km². Zaldibia telt 1.575 inwoners (1 januari 2016).